# Emil Fränger
Emil Fränger (* 27. Oktober 1856 in Lambrecht (Pfalz); † 23. Dezember 1941 in Erlangen) war ein deutscher Verwaltungsjurist in Bayern sowie Bürgermeister und Ehrenbürger von Erlangen.

## Leben
Als Rheinpfälzer studierte Fränger Rechtswissenschaft an der Ludwig-Maximilians-Universität München. Am 1. Oktober 1875 gehörte er zu den Gründern der Fröhlich Pfalz, des späteren Corps Transrhenania München. Nach dem Universitätsexamen kam er 1880 als Rechtsreferendar nach Kusel, 1882 nach Lauterecken und 1883 nach Zweibrücken. Nachdem er 1883 an der Deutschen Hochschule für Verwaltungswissenschaften den Staatskonkurs zum Assessor abgelegt hatte, ging er als geprüfter Rechtspraktikant nach Lauterecken. 1884 wurde er geprüfter Rechts- und Zollpraktikant in Passau, 1885 in Landau (Pfalz). 1886 kam er als Regierungsaccessist nach Augsburg. 1887 wurde er rechtskundiger Magistratsrat, 1890 Rechtsrat und 1892 rechtskundiger Zweiter Bürgermeister in Erlangen. Seit 1913  Kgl. bayerischer Hofrat, wurde er in der Weimarer Republik am 1. August 1919 mit der Ehrenbürgerwürde von Erlangen in den Ruhestand verabschiedet.

## Ehrungen
- China-Denkmünze
- Südwestafrika-Denkmünze
- König Ludwig-Kreuz
- Kriegsverdienstkreuz (Lippe) am weißen Bande
- Verdienstkreuz für Kriegshilfe (Preußen)
- Kriegserinnerungsauszeichnung des bayrischen Landesverbandes vom Roten Kreuz am Heimatbande
- Verdienstorden vom Heiligen Michael 4. Klasse mit der Krone
- Prinzregent-Luitpold-Medaille in Silber
- Rote Kreuz-Medaille (Preußen) 3. Klasse
- Verdienstkreuz für freiwillige Krankenpflege